# Sara med allt sitt väsen
Sara med allt sitt väsen är en svensk dokumentärfilm från 2019 av Gunilla Bresky om författaren Sara Lidman. Filmen bygger på bokförlagan Stilens munterhet - Sara Lidmans författardagböcker från Missenträsk 1975–1985 sammanställd och kommenterad av Annelie Bränström-Öhman utgiven 2014. Filmen var nominerad till Guldbaggen för bästa originalmusik av Johan Ramström.

## Handling
Filmen behandlar författaren Sara Lidmans liv.